# Центр-Жупа (община)
Община Центр Жупа (мак. Општина Центар Жупа) — община в Північній Македонії. Адміністративний центр — місто Центр Жупа. Розташована на південному заході Македонії, Південно-Західний статистично-економічний регіон, з населенням 6 519 мешканців, загальна площа общини — 107,21 км².